# ダルヤン
座標: 北緯36度50分03秒 東経28度38分33秒 / 北緯36.83417度 東経28.64250度
ダルヤン（トルコ語:Dalyan)はトルコ共和国の行政区、ムーラ県のオルタジャ自治体に属し、国土の南西部に位置する。泥風呂を楽しめるスルタニエ温泉（Sultaniye Çamur Banyosu）や、ダルヤン川クルージングなども楽しめる。また、イズトゥズ・ビーチ（Iztuzu Plaji）と言われるウミガメの産卵地もあり、観光名所となっている。宿泊施設が多く、ヨーロッパなどから多くの外国人観光客も訪れる。歴史は古く、紀元前4世紀頃に栄えたカリア王国の中心都市として繁栄を遂げた。